# Mona Malm
Mona Malm – nombre artístico de Mona Kristina Ericsson – (Estocolmo, 24 de enero de 1935-Ib., 12 de enero de 2021) fue una actriz sueca. Trabajó para el cine, el teatro y la televisión.

## Biografía
Sus padres fueron Harald Ericsson e Inez Malmberg. Inició su carrera artística con la compañía Swedish Royal Dramatic Theater en 1957.

## Filmografía

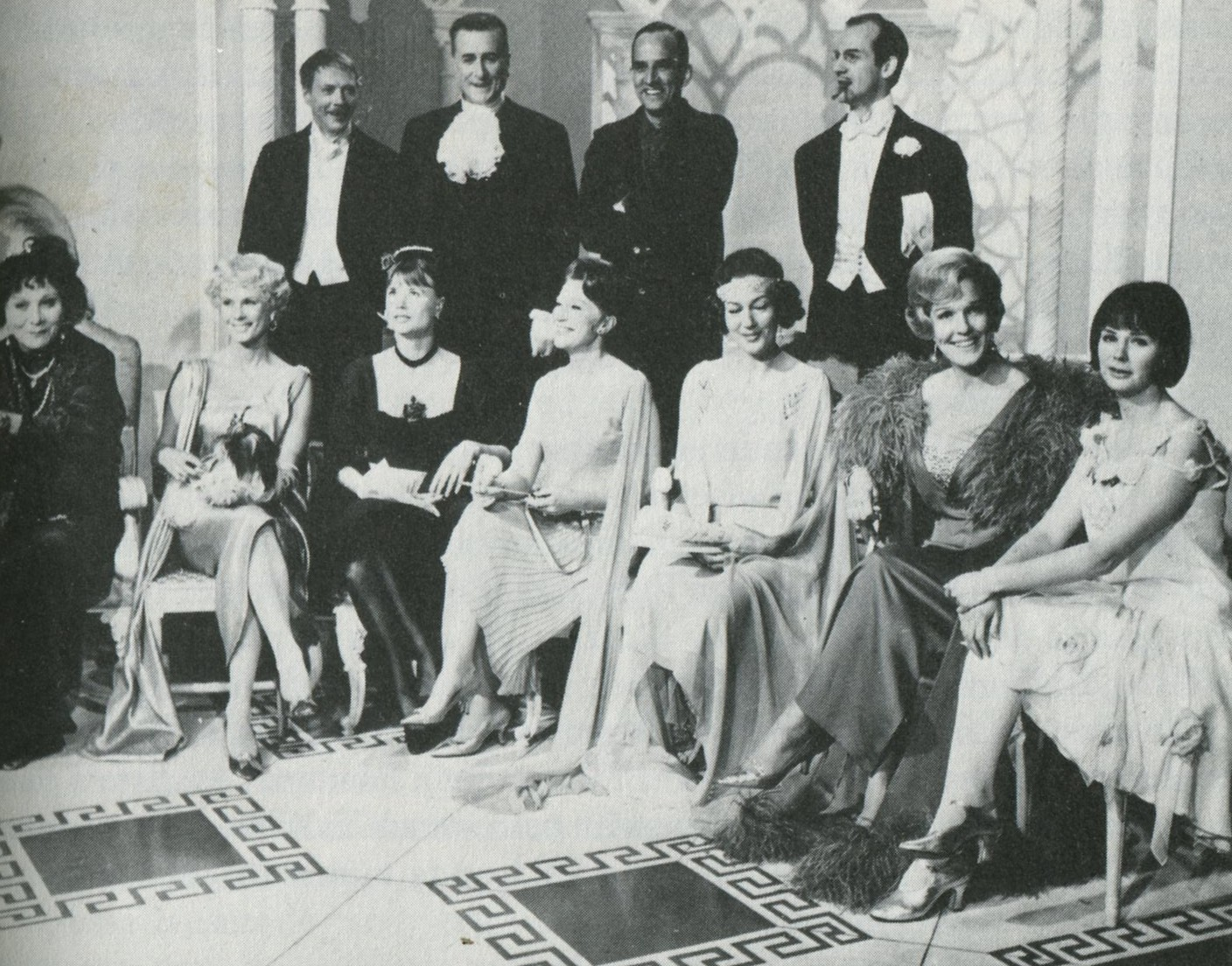
Todas las mujeres (1964), imagen del rodaje, con Allan Edwall, Georg Funkquist, Ingmar Bergman, Jarl Kulle (arriba), Karin Kavli, Bibi Andersson, Harriet Andersson, Gertrud Fridh, Barbro Hiort af Ornäs, Eva Dahlbeck et Mona Malm (abajo)

- 1947 : Det kom en gäst, de Arne Mattsson
- 1949 : Kärleken segrar, de Gustaf Molander
- 1949 : Bara en mor, de Alf Sjöberg
- 1955 : La Jeune Fille sous la pluie (Flickan i regnet), de Alf Kjellin
- 1955 : Sonrisas de una noche de verano (Sommarnattens leende), de Ingmar Bergman
- 1956 : Sista paret ut, de Alf Sjöberg
- 1957 : El séptimo sello (Det sjunde inseglet), de Ingmar Bergman
- 1957 : Värmlänningarna, de Göran Gentele
- 1959 : Ryttare i blått, de Arne Mattsson
- 1962 : Syska (Siska - En kvinnobild), de Alf Kjellin
- 1964 : Toutes ses femmes (För att inte tala om alla dessa kvinnor), de Ingmar Bergman
- 1965 : Nattmara, de Arne Mattsson
- 1966 : Heja Roland!, de Bo Widerberg
- 1967 : Roseanna, de Hans Abramson
- 1982 : Fanny y Alexander (Fanny och Alexander), de Ingmar Bergman
- 1987 : Nuits d'été (Sommarkvällar på jorden), de Gunnel Lindblom
- 1992 : Las mejores intenciones (Den Goda viljan), de Bille August
- 1996 : Jerusalem, de Bille August
- 2006 : Después de la boda (Efter Brylluppet), de Susanne Bier